# Vrijheidsbeeld (New York)
Het Vrijheidsbeeld (Engels: Statue of Liberty) is een standbeeld in de New York Bay. Het beeld staat symbool voor de vrijheid, een van de kernwaarden van de Verenigde Staten, en geldt bovendien als een teken van verwelkoming voor iedereen: terugkerende Amerikanen, gasten en immigranten.

## Kenmerken
Het 46 meter hoge beeld (93 meter als de sokkel wordt meegerekend) met een gewicht van 225 ton was een geschenk van Frankrijk ter ere van het eeuwfeest van de Onafhankelijkheidsverklaring en ook als teken van vriendschap. 
Het beeld stelt de Romeinse godin Libertas voor, met in haar rechterhand een fakkel en in haar linkerhand een plaquette met de vermelding van de datum in Romeinse cijfers "JULY IV MDCCLXXVI" (4 juli 1776). Haar kroon met zeven punten staat symbool voor de zon, de zeven werelddelen en de zeven zeeën.
Op het voetstuk staat het sonnet The new Colossus (1883) van de Joodse dichteres Emma Lazarus, met de bekende regel Give me your tired, your poor, die de Amerikaanse gastvrijheid zou uitdrukken.

## Geschiedenis
In de Jardin du Luxembourg in Parijs bevindt zich het prototype van het beeld, dat stamt uit 1870 en door Auguste Bartholdi, een Frans ontwerper en beeldhouwer, was bedoeld als reusachtige vuurtoren aan de noordelijke ingang van het Suezkanaal, dat in 1869 zou worden geopend. Maar Egypte had er geen geld voor. De moeder van Bartholdi zou model hebben gestaan.
De grote variant voor de VS werd voorzien van een gietijzeren raamwerk, ontworpen door Gustave Eiffel. De volledige naam van het beeld luidt in het Frans La liberté éclairant le monde  en in het Engels Liberty Enlightening the World (de Vrijheid die de wereld verlicht). 
Het beeld werd in juli 1884 voltooid in Frankrijk, en ten geschenke gegeven aan de Verenigde Staten. In juni 1885 arriveerde het beeld in de haven van New York,  aan boord van het Franse fregat Isère. Tijdens deze reis bestond het beeld uit 350 stukken, verdeeld over 214 kratten. In april 1886 was het nieuwe voetstuk klaar. In een tijdsbestek van 4 maanden werd het beeld weer in elkaar gezet.
Op 28 oktober 1886 werd het Vrijheidsbeeld ingehuldigd. Het bestaat geheel uit koperen platen die bevestigd zijn aan een geraamte. Maurice Koechlin, een naaste medewerker van Eiffel, kreeg de leiding bij het vervaardigen van de constructie. De sokkel werd van graniet gemaakt, naar een ontwerp van de Amerikaanse architect Richard Morris Hunt.
Op 15 oktober 1924 werd het standbeeld samen met Fort Wood tot National Monument bestempeld. Het Vrijheidsbeeld werd Statue of Liberty National Monument. In 1935 werd heel Bedlou's Island hieraan toegevoegd en omgedoopt tot Liberty Island. Op 11 mei 1965 werd ook Ellis Island aan dit National Monument toegevoegd. Tussen 1984 en 1986 is het beeld gerestaureerd, waarbij de toorts met de 24-karaats bladgouden vlam is vervangen. Sinds 1984 staat het Vrijheidsbeeld op de Werelderfgoedlijst van UNESCO. Na de aanslagen op 11 september 2001 is het beeld tot de zomer van 2004 gesloten geweest voor het publiek, donateurs hadden intussen 30 miljoen dollar bij elkaar gebracht voor de beveiliging ervan.
In 2003 werd het toen 118 jaar oude monument wederom gerestaureerd, vooral om de veiligheid van de bezoekers te vergroten en het behoud van het beeld te waarborgen. Sinds de zomer van 2004 is het Vrijheidsbeeld weer te bezoeken. Er is een veerverbinding van Battery Park op het zuidpuntje van Manhattan naar Liberty Island, waarop het Vrijheidsbeeld staat, en naar Ellis Island, waar de aankomsthallen voor immigranten zijn.
Op Onafhankelijkheidsdag (4 juli) 2009 is ook de kroon van het Vrijheidsbeeld, voor het eerst sinds 11 september 2001, weer opengesteld voor het publiek.

## Kopieën
Een kopie van 11,5 meter hoog bevindt zich in Parijs, op het Île aux Cygnes in de Seine, vlak bij de Eiffeltoren. Dit beeld werd onthuld in 1885. Omdat toen het bronzen beeld nog niet klaar was, werd een gipsen kopie gebruikt. Het definitieve beeld werd in 1889 geplaatst. Hoewel Bartholdi het in de richting van haar zusterbeeld in het westen wilde laten kijken, werd het beeld aanvankelijk naar de Eiffeltoren gericht om te voorkomen dat het met de rug naar het presidentiële paleis, het Élysée, zou komen te staan. Bij de wereldtentoonstelling van 1889 is het beeld uiteindelijk omgedraaid; het is nu gericht op New York. Afgezien van het verschil in grootte, is het verschil met het beeld in New York dat de Parijse kopie een boek in de hand houdt dat zowel de datum van de Amerikaanse Onafhankelijkheidsverklaring toont (4 juli 1776), als de datum van de Franse Revolutie (14 juli 1789).
Een 2,50 meter hoge kopie is in 1913 geplaatst in Saint-Cyr-sur-Mer. Daarnaast bevinden zich kopieën, allemaal op minder dan ware grootte, te Barenti, Colmar (de geboorteplaats van Bartholdi), Lunel, Poitiers en Roybon. In het Franse dorp Châteauneuf-la-Forêt (Haute-Vienne 87130) bekroont een kleine kopie sinds 1922 het plaatselijke Monument aux Morts.
Een exacte kopie van de vlam van het Vrijheidsbeeld is te zien nabij de Pont de l'Alma in Parijs. Deze Vrijheidsvlam is jarenlang beplakt met gedachtenissen aan prinses Diana die bij de Alma-tunnel verongelukte en dezelfde nacht overleed. Hoewel de eerste beplakkingen verwijderd zijn, wordt de Vrijheidsvlam nog steeds als officieus herdenkteken voor prinses Diana beschouwd. Er worden nog regelmatig boodschappen en bloemen bij het monument achtergelaten.
Op het Plein van de Hemelse Vrede in Beijing, China, werd bij het studentenprotest van 1989 ook een Vrijheidsbeeld opgericht, maar dat werd bij het breken van het protest opgeruimd.
In de Verenigde Staten zelf staat een kopie voor het New York-New York Hotel & Casino in Las Vegas.
Het Deense Billund herbergt een plastic versie van het beeld. Dit beeld bestaat geheel uit de kleine bouwsteentjes van LEGO en staat in Legoland.
Ook in Tokio staat een kopie.
In het attractiepark Heide-Park in Duitsland staat tevens een kopie. Het beeld staat midden in een vijver en op de plaquette staat de naam van het park geschreven.
In Nederland stond in Assen tijdelijk een versie van het beeld, gemaakt door beeldhouwer Natasja Bennink. Haar interpretatie vertoonde specifiek Drentse kenmerken, zoals een blik bruine bonen in plaats van de fakkel en zes punten op de kroon, die verwezen naar de zes middeleeuwse rechtsdistricten van de provincie. Het standbeeld was van 19 november 2017 tot 27 mei 2018 te zien, toen in het Drents Museum een tentoonstelling liep over het naoorlogs Amerikaans Realisme.

## Fotogalerij

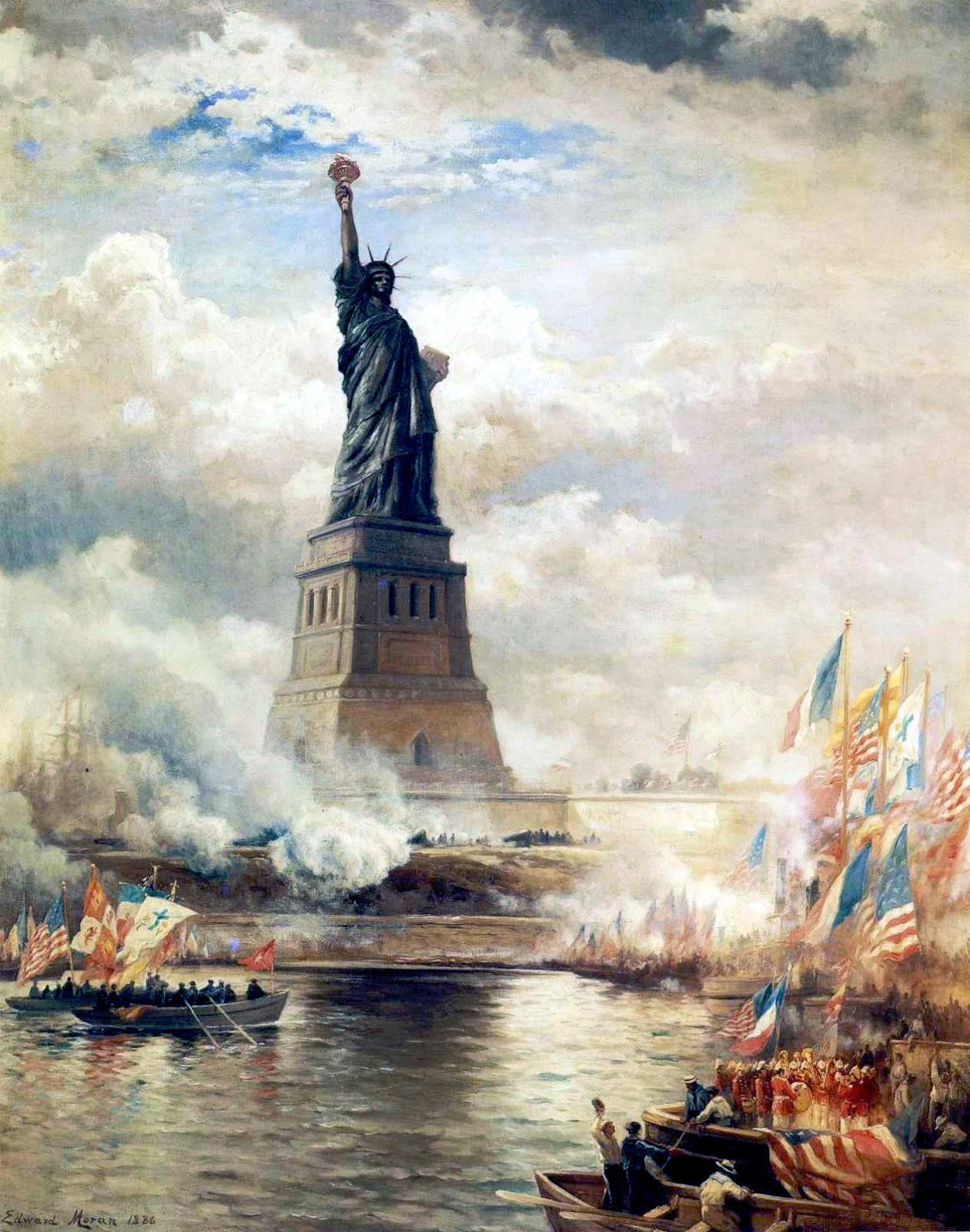
De onthulling van het Vrijheidsbeeld in 1886
Het Vrijheidsbeeld in New York
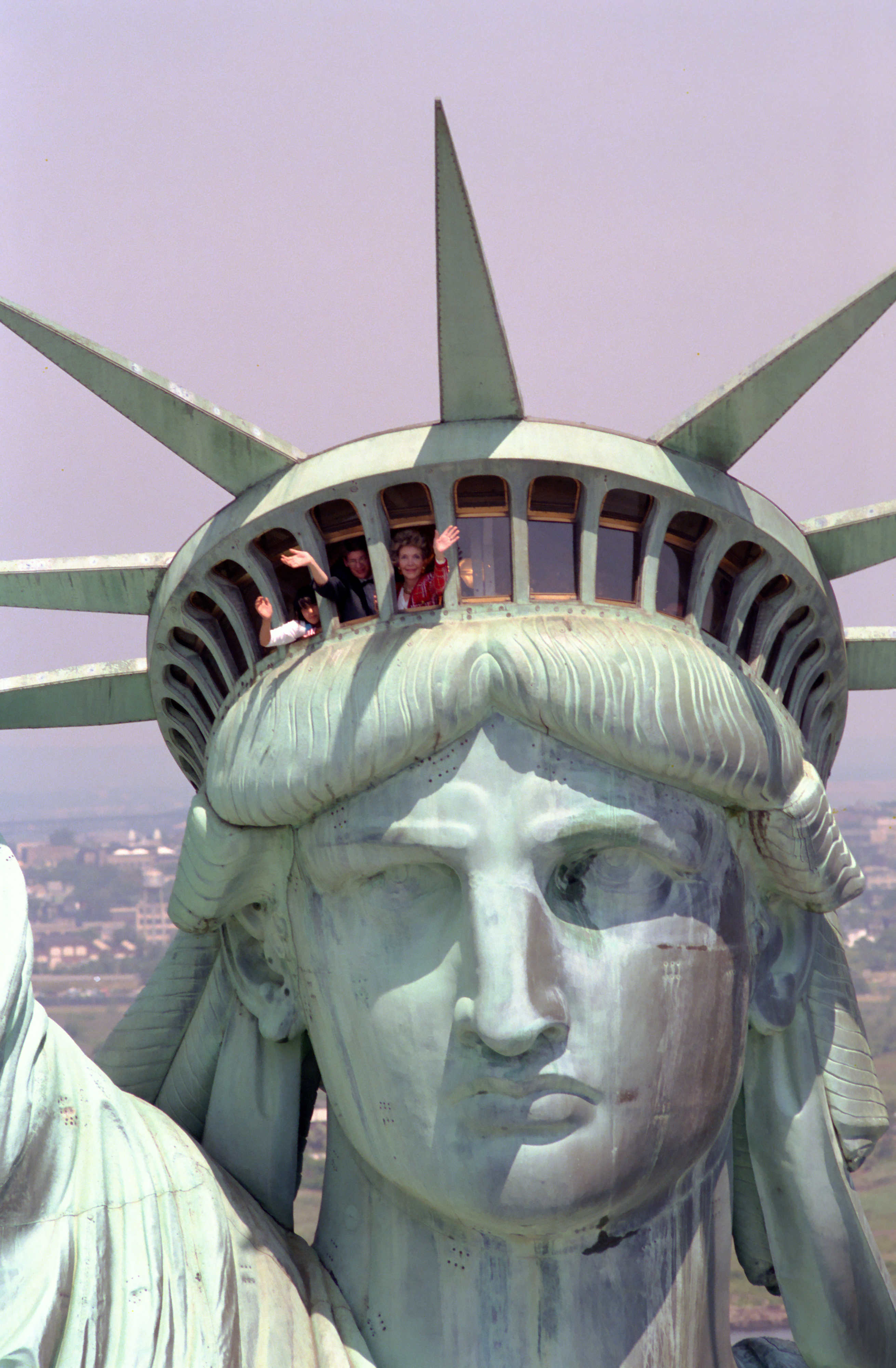
Nancy Reagan zwaait in 1986 vanuit het hoofd van het beeld als het beeld heropend wordt
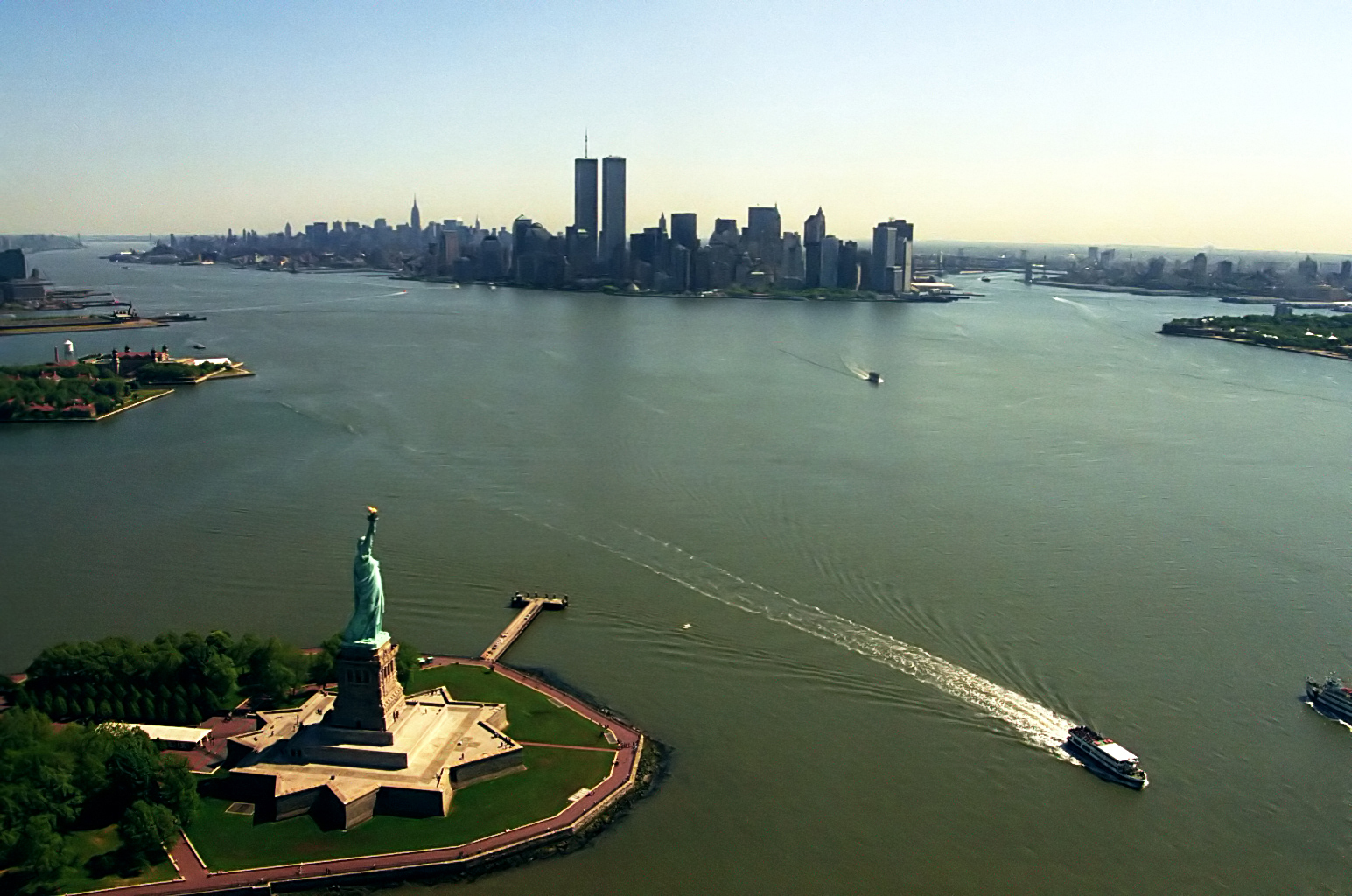
Het Vrijheidsbeeld en Manhattan (mei 2001)
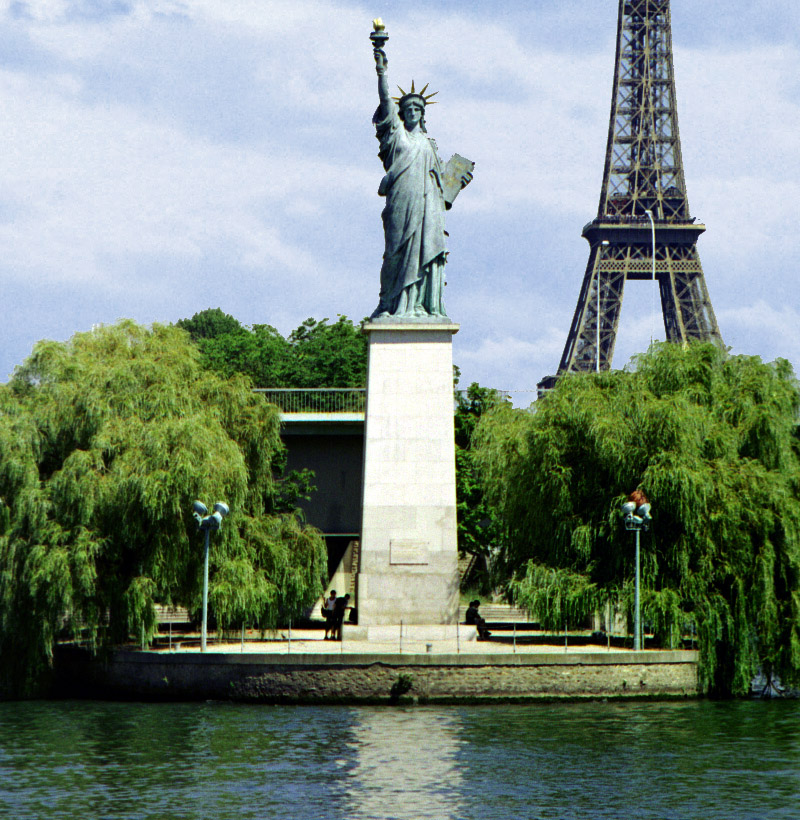
Replica op het Île aux Cygnes, Parijs
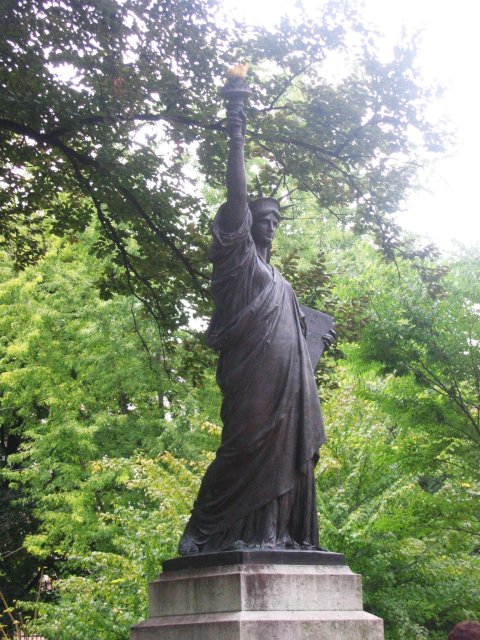
Het beeld in de Jardin du Luxembourg, Parijs
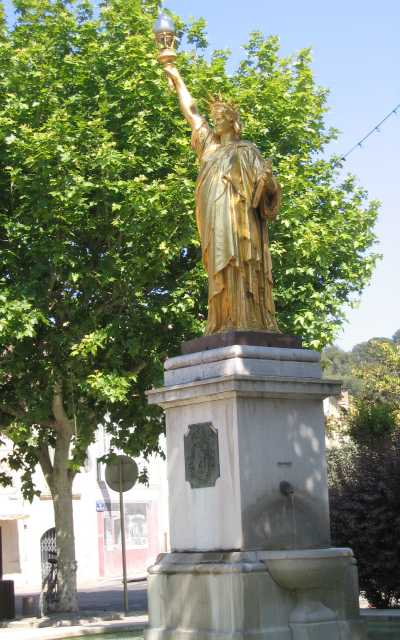
Replica in Saint-Cyr-sur-Mer
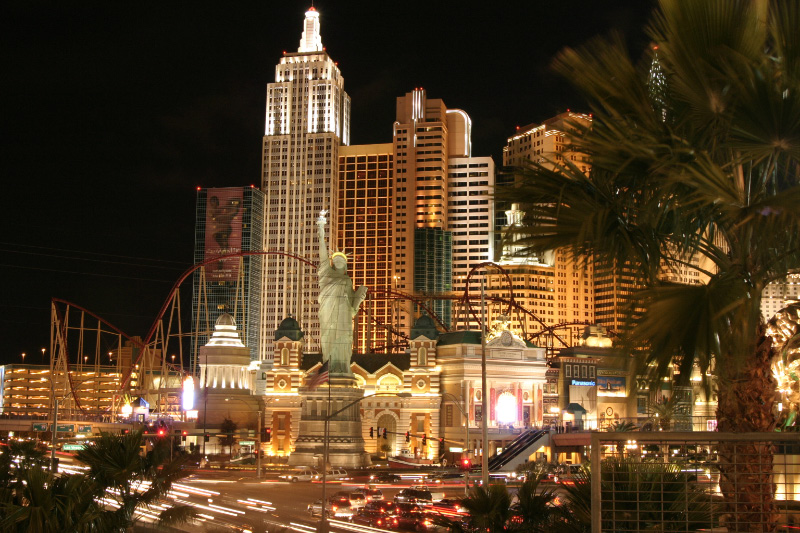
Replica van het Vrijheidsbeeld voor het New York-New York Hotel & Casino in Las Vegas, Nevada